# Коломийцево (Черниговская область)
Коломийцево (укр. Коломійцеве) — посёлок,
Сезьковский сельский совет,
Ичнянский район,
Черниговская область,
Украина.
Код КОАТУУ — 7421788404. Население по переписи 2001 года составляло 66 человек .

## Географическое положение
Посёлок Коломийцево находится на расстоянии в 0,5 км от села Гейцы.
Через посёлок проходит железная дорога, станция Коломийцево.

## История
- 1700 год — дата основания.
- Хутор был приписан к  Покровской церкви в Сезьках [2][3]
- Есть на карте 1826-1840 годов как хутор Нежеровский[4]
- Хутор входил в группу хуторов Нежеровский ( Гейцов, Выскубайлов, Дзюбыл, Тышкевичев, Коломийцов, Губскаго) о которых на 1862 год показано: на ручье Нежереве, 56 дворов где проживало 532 человека (254 мужского и 278 женского пола).[5]